# Rhaphidolejeunea cyclops
Rhaphidolejeunea cyclops là một loài Rêu trong họ Lejeuneaceae. Loài này được (Sande Lac.) Herzog mô tả khoa học đầu tiên năm 1943.